# Thomas P. Heckmann
Thomas Peter Heckmann és un discjòquei de techno i productor musical alemany, fundador del segell discogràfic Trope Recordings.

## Trajectòria
Heckmann va ser influenciat per artistes com Kraftwerk, Jean Michel Jarre i Pink Floyd.
Va començar amb la música a l'edat d'11 anys amb equips com ara orgues electrònics, taula de mescles, i objectes plàstics. Més tard, va prendre les primeres pistes multicanal amb una Casio VL-1. Això va ser seguit per una fase en la qual, entre altres coses, va experimentar amb estils com l'EBM, el Synthpop i Industrial.
La primera publicació comercial va sortir el 1991, amb el single Liquid, sota el pseudònim Exit 100 del segell discogràfic Force Inc. Music Works de Frankfurt.
El 1993 va fundar Heckmann, el segell discogràfic Trope Recordings i el 1994, el segell discogràfic fill Acid Fuckers Unite (A.F.U.). El 1998 va fundar Wavescape  i el 2000 el segell discogràfic fill Sub~Wave.

## Discografia (Selecció)
Àlbums
- 1993: Exit 100 - Circuits (Dragnet Records)
- 1994: Age - The Orion Years (Mille Plateaux)
- 1994: Drax - Drax Red (Trope Recordings)
- 1994: Drax - Mental Doors (Oscillator)
- 1995: Drax - Tales From The Mental Plane (Trope Recordings)
- 1995: Thomas P. Heckmann Presents Spectral Emotions - The Labworks Years (Labworks UK)
- 1996: Drax - Drax Six (Trope Recordings)
- 1997: Silent Breed - The Return Of The Acid Fucker (Acid Fuckers Unite)
- 1998: Age - Isolation (Force Inc. Music Works)
- 1999: Knarz - Tanzmaschine/Maschinentanz (Force Inc. Music Works Germany)
- 1999: Thomas P. Heckmann - Raum (Mille Plateaux)
- 2000: Thomas P. Heckmann - Tanzmusik (Wavescape)
- 2000: Welt In Scherben - Welt In Scherben I-V (Force Inc. Music Works)
- 2002: Drax - Trauma (Silly Spider Music)
- 2005: Welt In Scherben - Scherbengericht (Molecular Funk Guerilla)
- 2006: Thomas P. Heckmann - Electronic Body Music (Wavescape) 2008: Thomas P. Heckmann - The Lost Tales Vol I (FAX +49-69/450464)
- 2008: Thomas P. Heckmann - The Lost Tales Vol II (FAX +49-69/450464)
- 2009: Electro Nation - Robots And Electric Toys (The Lost Album) (Acid Fuckers Unite)